# Astinenza dalle carni
L'astinenza dalle carni è un precetto generale della Chiesa cattolica che impone di non mangiare carne nei "giorni di magro", ossia il venerdì e gli altri giorni proibiti. Il pesce è ammesso durante l'astinenza, ragion per cui il venerdì è il giorno in cui tradizionalmente si mangia pesce nei paesi a maggioranza cattolica.
Le norme, insieme con quelle del digiuno, sono fissate dalla costituzione apostolica "Paenitemini" di papa Paolo VI del 17 febbraio 1966, e dal Codice di Diritto Canonico (can. 1249 e seguenti), ma possono essere ulteriormente determinate dalle Conferenze Episcopali.

## Storia
L'astinenza risale a tempi molto antichi. In origine era di più giorni alla settimana, poi concentratisi nel venerdì, scelto in considerazione del venerdì di Passione. Con la Riforma protestante diventò un segno distintivo tra cattolici e riformati, molto sentito dalla popolazione.
Il Codice di diritto canonico del 1917 prescriveva l'astinenza in tutti i venerdì dell'anno, con l'eccezione delle feste di precetto che cadessero di venerdì, e l'astinenza e il digiuno nei venerdì e sabati di Quaresima, nelle Quattro Tempora e nelle vigilie delle feste di Pentecoste, dell'Assunzione di Maria Vergine, di Ognissanti e di Natale. L'astinenza dalle carni doveva essere osservata a partire dai sette anni di età. L'astinenza si protraeva per tutto il giorno di ventiquattro ore, dalla mezzanotte alla mezzanotte.
La costituzione apostolica Paenitemini, di papa Paolo VI del 17 febbraio 1966, e il Codice di diritto canonico (can. 1249 e seguenti) introdussero alcune innovazioni, inoltre le modalità dell'astinenza possono essere ulteriormente determinate dalle Conferenze episcopali.
Secondo i canoni 1251ss (vedi anche digiuno ecclesiastico), i fedeli di rito latino sono tenuti all'astinenza dalle carni in tutti i venerdì dell'anno, eccettuate le solennità del calendario liturgico. Le singole conferenze episcopali possono concedere ai fedeli la facoltà di sostituire l'astinenza dalle carni con altre forme di penitenza, soprattutto opere di carità o esercizi di pietà: è il caso della Conferenza Episcopale Italiana, che ha ammesso la sostituzione dell'astinenza con una diversa forma di mortificazione in tutti i venerdì dell'anno, esclusi quelli di Quaresima.
Il Mercoledì delle ceneri e il Venerdì santo sono richiesti il digiuno e l'astinenza; il Sabato santo sono solo consigliati. L'obbligo dell'astinenza vige a partire dai 14 anni d'età compiuti. I fedeli possono essere dispensati dall'obbligo del digiuno e dell'astinenza in taluni casi (ad esempio in caso di malattia in corso). L'obbligo del digiuno ha inizio dai 18 anni compiuti e termina con l'inizio del 60º anno di età.
Fino all'inizio del XX secolo la legge dell'astinenza dalle carni proibiva di consumare uova e latticini, oggi non più; invece oggi è richiesta anche l'astinenza dai cibi e dalle bevande che ad un prudente giudizio sono da considerarsi troppo ricercati e costosi. L'insieme di queste norme costituisce il quarto dei cinque precetti generali della Chiesa: "In giorni stabiliti dalla Chiesa astieniti dal mangiare carne e osserva il digiuno".